# 4،3-ثنائي هيدروكسي حمض المندليك
4,3-ثنائي هيدروكسي حمض المندليك (يرمز له اختصاراً DHMA) هو مركب كيميائي عضوي صيغته C8H8O5، وهو مستقلب من مستقلبات النورإبينفرين.
يعد المركب كيميائياً من مشتقات حمض المندليك بوجود مجموعتي هيدروكسيل على الحلقة البنزينية.

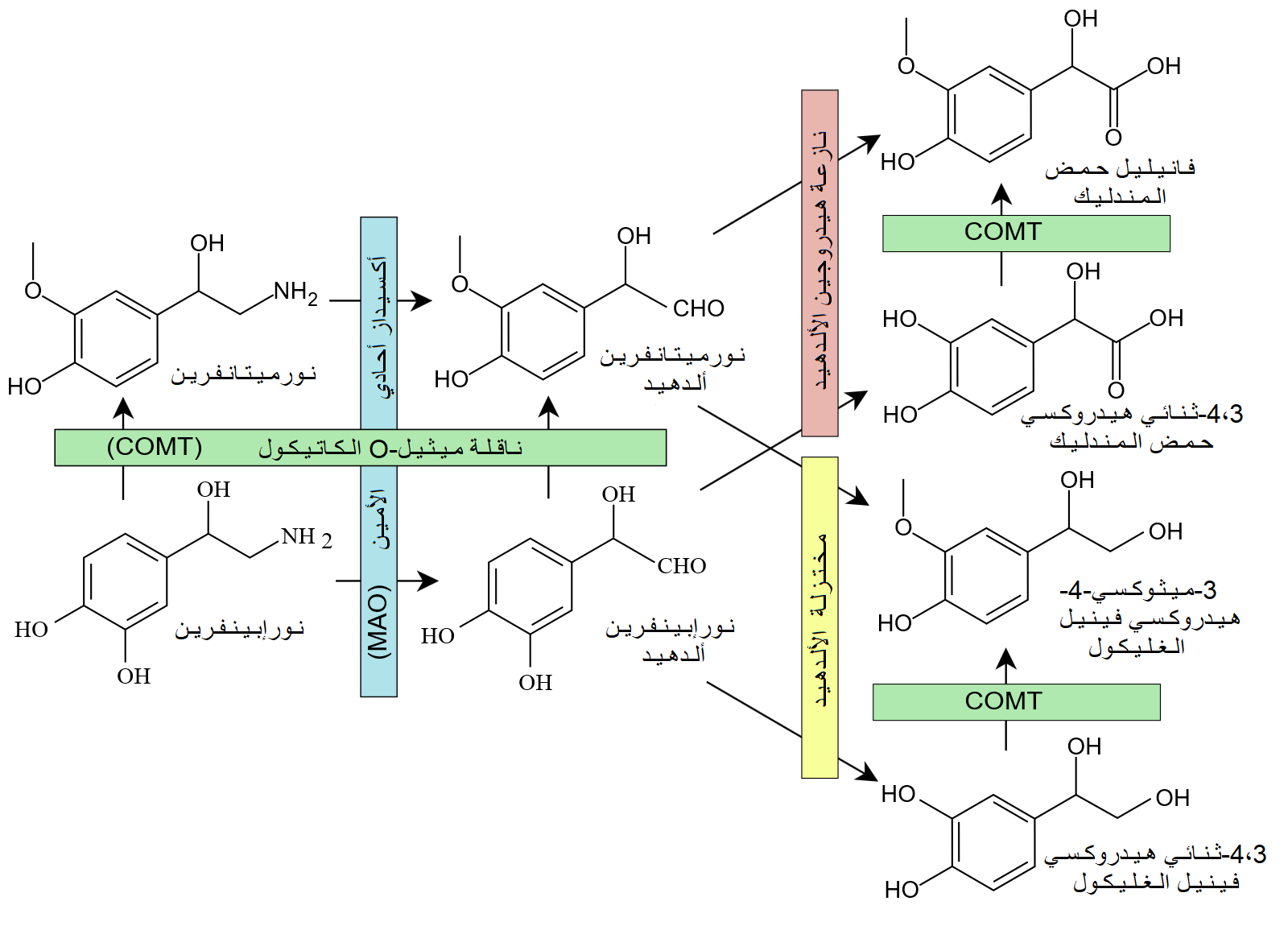
تكسير النورإبينفرين. حيث يظهر 4،3-ثنائي هيدروكسي حمض المندليك واحداً من المستقلبات.